# 불독개미
불독개미는 개미과에 속하는 개미의 한 속이다. 약 90종이 있으며 거의 모두 오스트레일리아에만 서식한다. 한 종의 예외가 있기는 하나(뉴칼레도니아서식)이 지역에서는 흔하지 않은 종이다. 불독개미는 일개미가 40mm넘게 자랄 수 있으며 가장 작은 종의 일개미가 15mm이다.
불독개미는 호전적이고 침에 찔리면 굉장히 아프다. 이들 침의 독은 알레르기가 있는 사람에게는 과민성 쇼크를 일으킬 수 있을 정도로 강력하며, 알레르기가 심한데도 방치할 경우 치명적일 수 있다. 이들은 상대적으로 큰 눈과 상대적으로 긴 큰턱을 가지고 있고 타 개미에 비하여 시력이 우수하여 1m밖의 물체도 보고 추적할 수 있다. 불독개미는 여왕이 죽으면 일개미가 짝짓기를 하고 알을 낳는등 여왕의 역할을 대신할 수 있는 개미의 몇몇 속에 속한다.

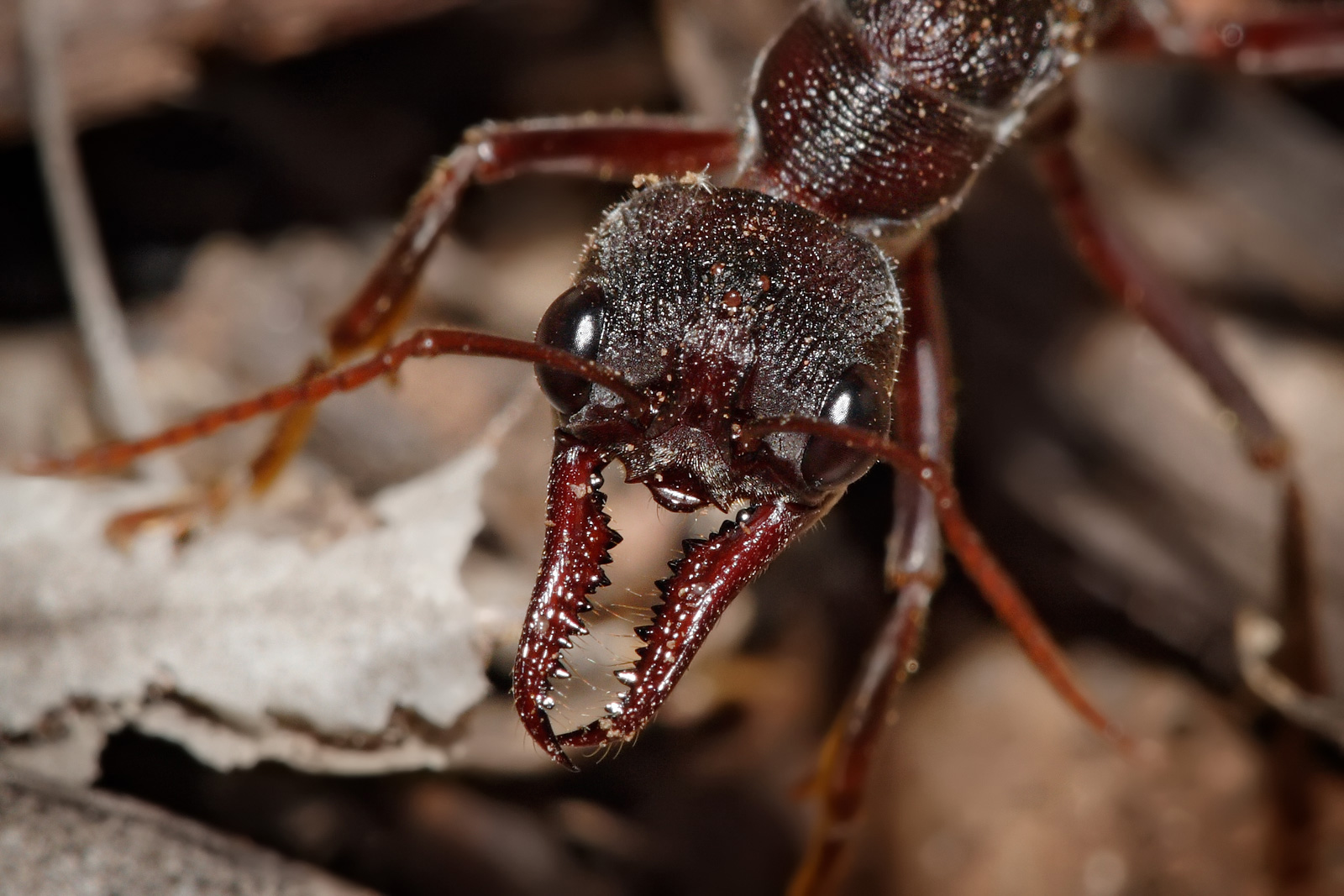
머리를 확대한 모습

불독개미는 작은 곤충, 진딧물 등에서 수확되는 단물, 씨앗, 일부 나무의 열매, 곰팡이, 수액, 꽃꿀등을 먹는다. 성충들은 주로 수액과 꽃꿀을 먹지만 애벌레들은 육식성이기 때문에 곤충등을 먹는다. 또 불독개미는 자신이 먹은 것을 토해내어 군락의 다른 개미에게 줄 수 있다.

## 같이 보기
- 개미
- 열마디개미속